# Communauté de communes du Niolu
Die Communauté de communes du Niolu ist ein ehemaliger französischer Gemeindeverband mit der Rechtsform einer Communauté de communes im Département Haute-Corse in der Region Korsika. Sie wurde am 1. Januar 2014 gegründet und umfasste fünf Gemeinden. Der Verwaltungssitz befand sich im Ort Calacuccia.

## Historische Entwicklung
Mit Wirkung vom 1. Januar 2017 fusionierte der Gemeindeverband mit 
- Communauté de communes di E Tre Pieve: Boziu, Mercoriu e Rogna,
- Communauté de communes Aghja Nova sowie
- Communauté de communes de la Vallée du Golo

und bildete so die Nachfolgeorganisation Communauté de communes des Quatre Territoires.

## Ehemalige Mitgliedsgemeinden
1. Albertacce
2. Calacuccia
3. Casamaccioli
4. Corscia
5. Lozzi